# 罗贝尔·沙尔庞捷
罗贝尔·沙尔庞捷（法語：Robert Charpentier，1916年4月4日—1966年10月28日），法国男子自行车运动员。他曾代表法国参加1936年夏季奥林匹克运动会自行车比赛，获得男子个人公路赛、男子团体公路赛和男子团体追逐赛三枚金牌。